# Maria Alejandra Marin
Maria Alejandra Marin Verhelst (Cartagena de Indias, 4 de noviembre de 1995) es una voleibolista colombiana. Juega como armadora y su equipo actual es el Alianza Lima de Perú. Es internacional con la selección nacional femenina de voleibol de Colombia.

## Carrera
Con Bolívar ganó el Campeonato Nacional Juvenil de Colombia de 2023 y el Campeonato de Colombia Juvenil de 2010. Ella reclamó el quinto lugar en el Campeonato Sudamericano Juvenil 2010 realizado en Perú. Ganó la medalla de plata en el Campeonato Juvenil de Colombia 2011, representando a Bolívar y luego ganó con Bolívar los Campeonatos Interescolares 2011.
En la Copa Latina 2013, ganó con su selección nacional la medalla de oro y el premio a la Mejor jugadora. En junio viajó a Brno, República Checa, para jugar el Campeonato Mundial FIVB U20 2013, terminando en el puesto 13. Terminó la ronda de juegos. Ganó el Campeonato de Colombia de 2013 en la categoría senior con Bolívar. Ganó la medalla de bronce de los Juegos Bolivarianos de 2013 con su selección nacional.
Marín se unió al club francés ASPTT Mulhouse. Ayudó a Bolívar a ganar el Campeonato Nacional de Colombia Sub-21 de 2016. Ganó la medalla de plata del Campeonato Sudamericano Sub-22 de 2016 y los premios a Mejor Acomodadora y Jugadora Más Valiosa. Fue premiada como jugadora del año de Voleibol 2016 por la Federación Colombiana de Voleibol y el Comité Olímpico de Colombia.
Con ASPTT Mulhouse, Marín ganó el Campeonato de Francia 2016/17. Después de regresar de Francia, ganó el Campeonato de Colombia Senior 2017 como capitana del equipo Bolívar, su quinto campeonato. Jugó con su equipo nacional senior el Campeonato Sudamericano de 2017,ganando la medalla de plata cuando perdieron 0-3 ante Brasil, ganando el premio individual Mejor Acomodadora. Jugó en octubre el torneo de clasificación CSV del Campeonato Mundial FIVB 2018, pero su equipo no pudo conseguir una plaza para la competencia del próximo año. Ganó la medalla de bronce en los Juegos Bolivarianos menores de 23 años del 2017. Ganó la jugadora de voleibol del año 2017 en diciembre de 2017.